# Tilmann Vetter
Tilmann Ernst Vetter (Pforzheim, 2 maart 1937 – Wassenaar, 20 december 2012) was een Nederlands Indiakundige, tibetoloog en boeddholoog van Duitse afkomst.
Vetter was hoogleraar aan de Universiteit Leiden voor de vakgroep Talen en Culturen van Zuid- en Centraal-Azië. Zijn voorganger was David Seyfort Ruegg. Hij was eerder werkzaam voor het Institut fur Tibetologie und Buddhismuskunde, aan de Universiteit van Wenen en voor de Rijksuniversiteit Utrecht.